# Charles Joseph de Pully
Pour les articles homonymes, voir Pully (homonymie).
Charles Joseph Randon de Malboissière, comte de Pully, né le 18 décembre 1751 à Paris et mort le 20 avril 1832 dans cette même ville, est un général français de la Révolution et de l’Empire. Il effectue une importante partie de sa carrière dans l'armée royale, et est lieutenant-colonel d'un régiment de cavalerie lorsque éclate la Révolution française. Son beau comportement lors des premières campagnes lui permet d'accéder au grade de général de division ; cependant, accusé de trahison en 1793, il est démis de ses fonctions et reste sans emploi pendant sept ans.
Il reprend du service sous Napoléon qui l'envoie se battre contre les Autrichiens en Italie. Pully y retourne en 1805 comme commandant de cuirassiers sous le maréchal Masséna, et en 1809 sous le vice-roi Eugène de Beauharnais, cette fois-ci à la tête d'une division de dragons. À la bataille de la Piave, ses trois régiments taillent en pièces la cavalerie autrichienne avec le concours de Sahuc et lui enlèvent 14 canons. Il est par la suite cantonné dans divers postes administratifs jusqu'en 1813, date à laquelle l'Empereur lui confère le commandement du 1er régiment de gardes d'honneur et le titre de comte de l'Empire.
Pully se rallie à Louis XVIII après la chute de l'Empire mais n'exerce plus aucun rôle militaire de premier plan. Mis à la retraite en 1831, le comte meurt l'année suivante à l'âge de 81 ans.

## Biographie

### Dans l'armée royale
Charles Joseph Randon de Pully naît le 18 décembre 1751 à Paris, jeune frère de l'écrivaine Geneviève-Françoise Randon de Malboissière. Le 22 avril 1768, à l'âge de 17 ans, il entre comme volontaire dans le régiment de hussards de Bercheny puis passe, le 2 décembre suivant, dans la 1re compagnie de mousquetaires de la Maison du roi avec le grade de lieutenant. Il reçoit son brevet de capitaine commandant dans le régiment de dragons de La Rochefoucauld le 11 avril 1770. Huit ans plus tard, il se rend au camp de Vaussieux sous les ordres du maréchal de Broglie et sert en 1783, sur les côtes de Normandie, cette fois aux côtés du maréchal de Vaux. Pully est nommé chef d'escadron en mai 1788, avant d'accéder au grade de lieutenant-colonel du 10e régiment de cavalerie « Royal-Cravates » le 17 mai 1789.

### Sous la Révolution et le Consulat
Bien qu'appartenant à une famille noble, il se rallie avec enthousiasme aux principes de la Révolution française. Il est élevé au grade de colonel le 5 février 1792, fonction qu'il inaugure peu après à l'armée du général Dumouriez. Son comportement au début de la campagne lui vaut les épaulettes de maréchal de camp le 19 septembre, et est à ce titre l'un des principaux artisans de la prise des hauteurs de Wavrin. Le 15 décembre, une colonne de 1 200 hommes dirigée par Pully se présente au pied de la montagne de Hamm, tenue par 3 000 soldats autrichiens. En dépit de son infériorité numérique, Pully enlève les retranchements à la baïonnette et force les Autrichiens à abandonner leurs positions. « […] les troupes, guidées par leur général, s'élancent avec impétuosité vers la montagne, la gravissent à la baïonnette et refoulent l'ennemi vers leurs batteries foudroyées par l'artillerie française, habilement placée sur les hauteurs dominantes » raconte Charles Mullié. Le général Beurnonville, sous les ordres duquel se trouve Pully, écrit à la Convention pour lui rendre compte de la conduite de son subordonné dans cette affaire. Le 8 mars 1793, Pully est nommé général de division.
Le 17 mai 1793, placé sous les ordres d'Adam-Philippe de Custine, il contribue à stopper l'avance d'un corps prussien aventuré près de Herscheim et de Rheinzabern. Alors qu'il est appelé au commandement du corps des Vosges, Pully, soupçonné par la Convention d'avoir abandonné le camp d'Hornebach pour se réunir aux émigrés, est accusé de trahison. Le général s'empresse de démentir la nouvelle, et écrit dans le même temps au général en chef et au Comité de salut public pour demander réparation de ce qu'il estime être une calomnie. Il est toutefois suspendu de ses fonctions le 1er août 1793, et admis à la retraite le 14 avril 1795. Il est réemployé un moment à l'armée du Nord avant d'être à nouveau « mis sur la touche » le 26 septembre. Il faut attendre un arrêté du Directoire, en date du 12 mai 1796, pour qu'il soit nommé inspecteur général de la cavalerie à l'armée de Rhin-et-Moselle. Sa nomination concorde avec le début des opérations en Allemagne sous la direction du général Schérer ; estimant sa présence inutile, Pully ne rejoint pas son affectation et reste sans emploi jusqu'au 9 janvier 1800, époque à laquelle le Premier Consul lui confie le commandement de la 15e division militaire.
Après le coup d'État du 18 brumaire, il devient un fervent partisan de Napoléon Bonaparte. Lui et le général Gardane se voient charger du désarmement de la 14e division militaire. Pully est ensuite envoyé à l'armée du Rhin le 24 mars 1800, puis à celle des Grisons le 17 novembre sous les ordres du général Macdonald. Il franchit le Splügen à la tête d'une division, se distingue au passage et à la prise de Sant'Alberto et contribue à la reddition de la ville de Trente le 7 janvier 1801. Après la suspension des hostilités, il occupe une partie du Tyrol, avant d'être finalement dépêché au mois de septembre dans la République cisalpine pour y commander un corps de cavalerie. Pully y reçoit la croix de la Légion d'honneur le 11 décembre 1803.

### Général de l'Empire

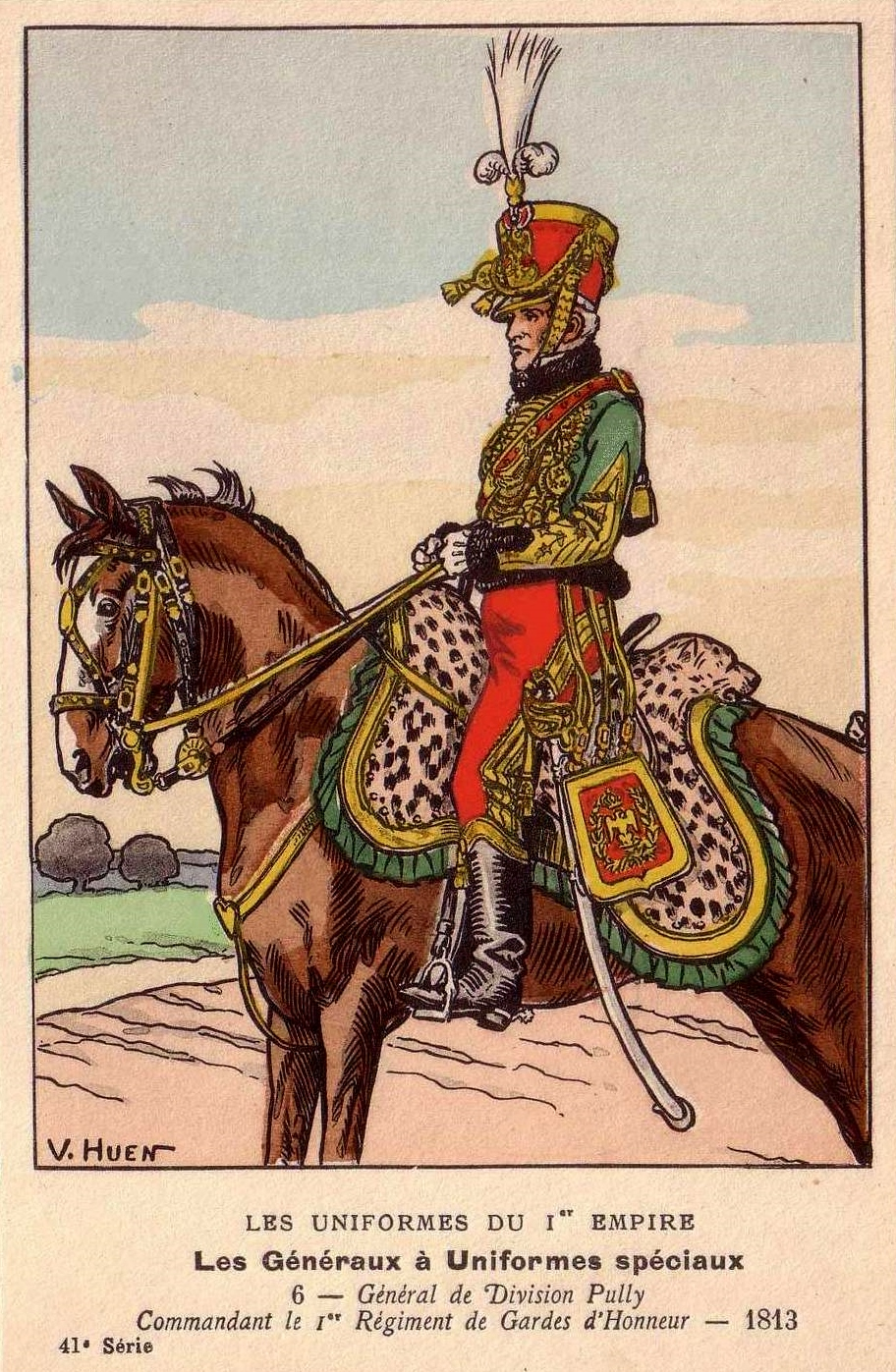
Le général de division comte de Pully, commandant le 1er régiment de gardes d'honneur, par Victor Huen.

Le 23 prairial même année celle, il est nommé commandeur de l'ordre ; il devient membre du collège électoral du département de la Seine, et obtient, peu de temps après, le commandement d'une division de cuirassiers de l'armée du maréchal Masséna. Cette armée, qui se dirige vers les États autrichiens par le nord de l'Italie, tandis que la grande armée marche sur Vienne, obtient partout les plus éclatants succès. Le général Pully prend une part glorieuse à tous les engagements qui eurent lieu pendant cette mémorable campagne, notamment au passage du Tagliamento.
Le 21 brumaire an XIV, la cavalerie des généraux Pully et Mermet engage, d'une rive à l'autre de ce fleuve, une vive canonnade qui dure toute la journée. Le lendemain, à la pointe du jour, l'armée effectue sans obstacles le passage de cette rivière et marche sur l'Isonzo. Le 7 octobre 1809 il est nommé inspecteur général de cavalerie aux armées de Naples et d'Italie, et exerce en 1808 les mêmes fonctions dans les 27e et 28e divisions militaires. Il fait avec une grande distinction la campagne de 1809 à la Grande Armée. Chargé le 4 septembre de cette année de la formation et de l'inspection des corps de l'armée du Nord, et le 20 novembre suivant de l'organisation de douze régiments de dragons et de leurs dépôts, il s'acquitte de ces deux fonctions avec autant de zèle que de talent. Il est également chargé en 1810 et 1811 d'inspecter les troupes de cavalerie stationnées en Italie, et d'organiser les dépôts de remonte dans les 6e et 18e divisions militaires.
Nommé gouverneur du palais de Meudon le 5 janvier 1812, il est appelé à organiser à Versailles le 1er régiment de gardes d'honneur, dont Napoléon Ier le nomme colonel le 8 avril 1813. Napoléon lui confère la même année le titre de comte de l'Empire.

### Au service de la monarchie

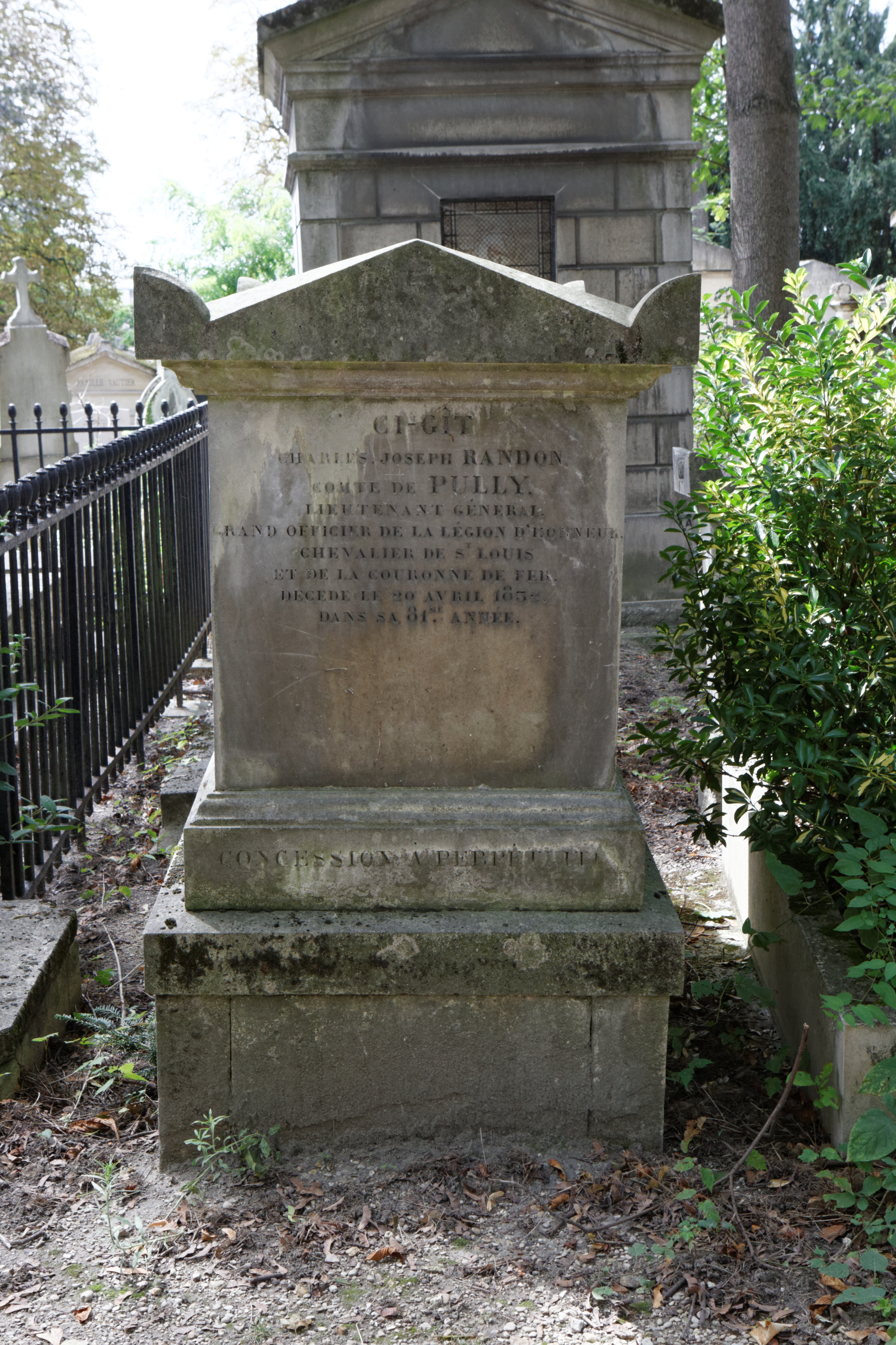
Tombe au cimetière du Père-Lachaise.

Lors de la première abdication de l'Empereur, le général Pully envoie sa soumission à Louis XVIII qui le comprend, le 23 août 1814, dans une promotion de douze grands officiers de la Légion d'honneur, et lui donne la croix de Saint-Louis. Après avoir successivement exercé en 1814 et 1815, les fonctions d'inspecteur général de cavalerie, il est admis à la retraite le 4 septembre de cette dernière année.
Il accueille la révolution de Juillet 1830 avec autant d'enthousiasme que celle de 1789, est admis le 7 février 1831 dans le cadre de réserve de l'état-major général, et rentre dans sa position de retraite le 1er mai de la même année. Il meurt à Paris le 20 avril 1832 et est inhumé à Paris au cimetière du Père-Lachaise, 27e division (1re ligne face à la 28e division). Son nom est inscrit sur l'Arc de triomphe de l'Étoile, côté Nord.
Il est propriétaire du château de Pully à Lailly-en-Val, Loiret.

## Armoiries
| Figure | Nom du comte et blasonnement |
| ------ | --- |
|        | Armes du comte Charles Joseph de Pully et de l’Empire, décret du 15 août 1809, lettres patentes du 12 novembre 1809, grand officier de la Légion d'honneur Coupé le premier parti à dextre des comtes tirés de l'armée à sénestre d'azur à la fasce d'argent, chargée d'un cœur de gueules, accompagnée en chef de deux gerbes d'or, et en pointe d'une ancre d'argent. Le deuxième d'argent au cheval galopant contourné de sable - Livrées : bleu, blanc, jaune et noir. |